# Geranium linearilobum
Geranium linearilobum är en näveväxtart som beskrevs av Dc. in Lam. och Dc.. Geranium linearilobum ingår i släktet nävor, och familjen näveväxter. Inga underarter finns listade i Catalogue of Life.